# Шенефельд (Піннеберг)
Шенефельд (нім. Schenefeld) — місто в Німеччині, розташоване в землі Шлезвіг-Гольштейн. Входить до складу району Піннеберг.
Площа — 9,99 км2. Населення становить 19 368 ос. (станом на 31 грудня 2020).